# Умишљај
Умишљај (лат. dolus) је један од најважнијих кривичноправних института. Он је у исто време и субјективни елеменат бића кривичног дела и степен кривице (мада му наша кривичноправна доктрина неоправдано признаје само ову последњу функцију). Дакле, један део умишљаја (и нехата) се налази у законском опису кривичног дела, док други део умишљаја (и нехата) представља облик (степен) кривице. Важећи Кривични законик Републике Србије предвиђа умишљај као правило (за разлику од нехата који је предвиђен као изузетак).

## Појам умишљаја
Умишљај је тежи степен кривице и он се увек захтева за постојање кривичног дела. Изузетно, код неких кривичних дела, предвиђен је и нехат као блажи облик кривице - у тим случајевима се прописује лакши облик одређеног кривичног дела (његов блажи облик) с обзиром на степен кривице.
Појам умишљаја (како директног, тако и евентуалног) заснива се на два конститутивна елемента - вољи и свести.
Свест је интелектуални елемент и он означава да је учинилац био свестан свог дела и свих последица које из њега произлазе. Свест треба да обухвати све битне елементе бића кривичног дела (радњу, последицу, узрочну везу, итд.). При томе, није потребно да умишљај обухвати и појединости, тј. конкретне облике у којима се ти елементи остварују (нпр. није од значаја то што је учинилац убиство хтео да учини пушком, али га је учинио пиштољем). Интелектуални елеменат, по правилу, не мора да обухвати нормативна обележја бића кривичног дела (за разлику од дескриптивних обележја). Довољно је да учинилац има представу о чињеничном стању које је законодавац хтео да обухвати кривичноправном нормом. Умишљај, по правилу, не обухвата свест о противправности, већ се свест о противправности третира као самостални елемент кривице (изван умишљаја и нехата).
Воља је волунтаристички елемент и он претпоставља постојање одлуке учиниоца да предузме радњу којом ће остварити кривично дело. Он дело жели или бар пристаје на њега. И у односу на интензитет вољног елемента врши се разликовање између различитих врста умишљаја.
Постојање умишљаја код учиниоца се, у конкретном случају, по правилу, цени према његовом постојању у моменту извршења кривичног дела, а код саучесника у моменту предузимања радње саучесништва. Постојање умишљаја (као и нехата) као елемента кривице мора се утврђивати у сваком конкретном случају - претпоставка постојања умишљаја (или нехата) као облика кривице није дозвољена у кривичном праву.

## Врсте умишљаја
Наше право познаје више врста умишљаја:

#### Директни умишљај
постоји онда када је учинилац био свестан свог дела и хтео његово извршење. Степен интензитета елемената свести и воље код директног умишљаја је висок. Директни умишљај, за разлику од евентуалног, подразумева већи степен воље за извршење кривичног дела. Постоје 3 ситуације у којима се јавља директни умишљај:
- У првој ситуацији, остваривање бића кривичног дела је једини разлог, једини циљ предузимања радње. Директни умишљај постоји чак и када учинилац није сигуран да ли ће дело успети да доведе до краја. Битно је, дакле, да постоји његова воља. Пример: Учинилац хоће да дође до пара тако што ће опљачкати банку и он креће са извршењем радње кривичног дела, без обзира на то што ће га чувари, можда, спречити у томе.

- У другој ситуацији, директни умишљај постоји онда када учиниоцу остварење бића кривичног дела служи само за постизање неког другог циља. Пример: Фалсификовање исправе како би могао да уђе у земљу под другим именом.

- У трећој ситуацији, директни умишљај постоји онда када учинилац хоће једно дело, али, уз то дело, сасвим извесно долази до извршења и другог дела. Могуће је да учинилац уопште и не жели то друго дело, али се, због високог степена извесности његовог остваривања, а услед постојања високог степена интензитета воље учиниоца за извршењем примарног дела, узима да и у односу на то друго дело постоји директан умишљај. С обзиром на то када долази до наступања последице другог дела разликују се две ситуације:

1. последица другог дела наступа истовремено са последицом првог дела (нпр. неко лице жели да изврши атентат на једно лице које се налази у авиону, па диже авион у ваздух, убијајући самим тим и све остале путнике који се у њему налазе)
2. последица другог дела наступа знатно касније од последице првог дела (школски пример: на изолованом месту убија мајку, а поштеди њено мало дете, које ће извесно, после неког времена, без помоћи мајке изгубити живот).

#### Евентуални умишљај
постоји онда када је учинилац свестан да може изазвати последицу кривичног дела, па на њу пристаје (дакле, за разлику од директног умишљаја, где он жели баш такву последицу која треба да наступи, овде је он не жели, али, без обзира што она може да наступи, он пристаје на њу). Дакле, интензитет елемента свести, а нарочито воље, слабије је изражен код евентуалног него код директног умишљаја.
Разликовање између директног и евентуалног умишљаја значајно је из најмање два разлога: прво, нека кривична дела се могу извршити само са директним умишљајем, а мањи број других кривичних дела само са евентуалним умишљајем; друго, директни умишљај, по правилу, значи виши степен кривице у односу на евентуални, што је од значаја код одмеравања казне.

#### Алтернативни умишљај
Ова врста умишљаја је такође врло значајна, иако га наше право не предвиђа изричито. Он постоји онда када учинилац предвиђа могућност наступања најмање две последице, од којих наступање једне искључује све остале. Уколико је дело управљено ка добрима исте вредности (нпр. пуца ка две особе знајући да ће сигурно погодити једну), узима се да постоји оно дело које је и остварено. Међутим, постоји спор да ли у односу на остале објекте постоји покушај.
Када је реч о објектима различите вредности и наступи лакша последица, узима се да постоји покушај тежег дела (хоће да или убије лице, или му нанесе тешке повреде, па наступи ово друго, узеће се да постоји покушај убиства).

#### Претходни и накнадни умишљај
Претходни умишљај и накнадни умишљај не представљају умишљај као облик кривице, а могу бити значајни приликом одмеравања казне.